# Perkebunan Lima Puluh
Perkebunan Lima Puluh is een bestuurslaag in het regentschap Batu Bara van de provincie Noord-Sumatra, Indonesië. Perkebunan Lima Puluh telt 2135 inwoners (volkstelling 2010).